# Sucesión al trono de España

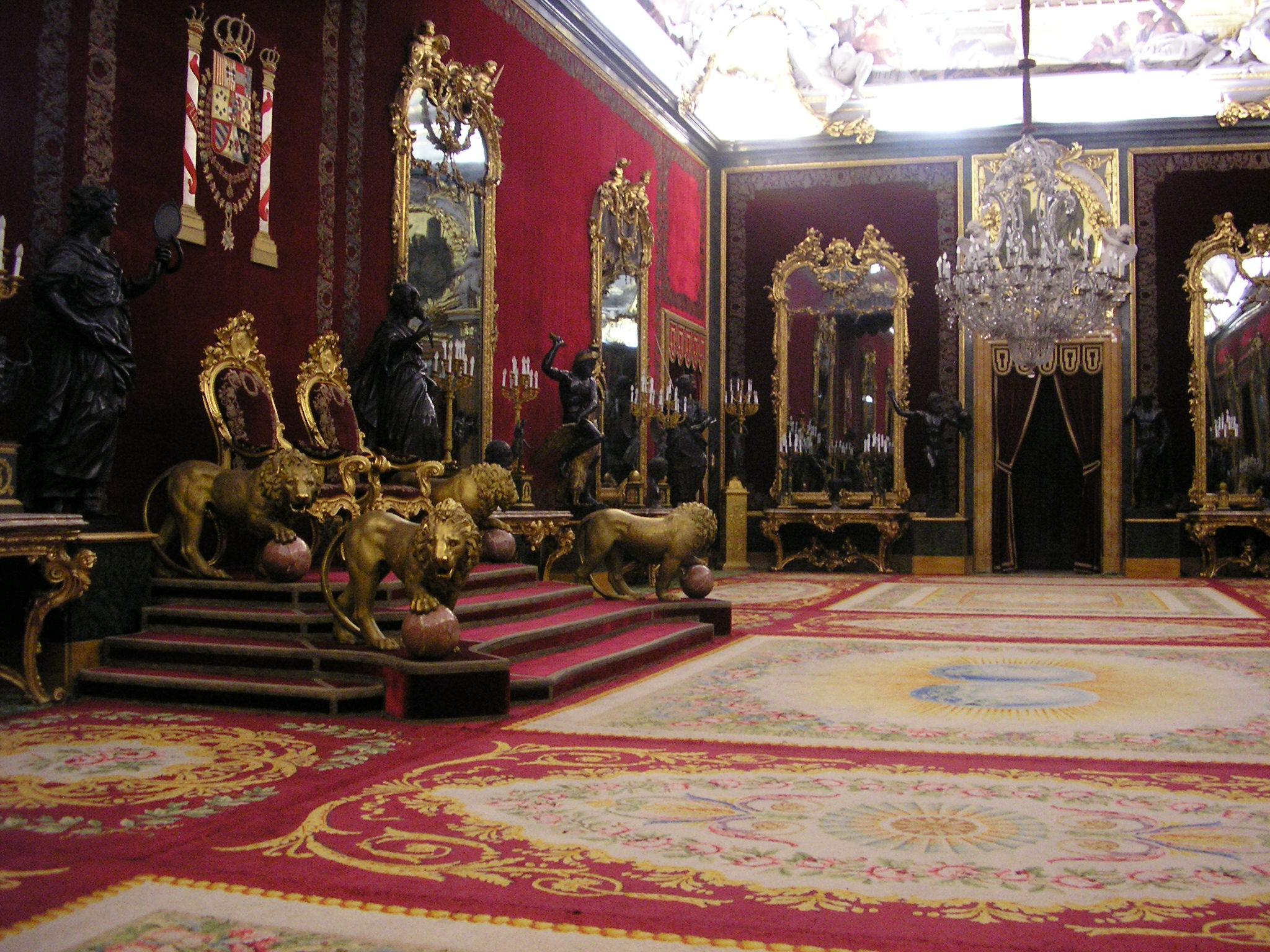
Salón del Trono en el Palacio Real de Madrid.

La sucesión al trono de España hace referencia a las reglas sucesorias de la Corona de España recogidas en el artículo 57 de la Constitución española de 1978.
En España, la jefatura del Estado, como monarquía parlamentaria, está configurada en la Corona, un órgano constitucional, cuyo poseedor recibe el título de rey de España. La titularidad de la Corona se transmite hereditariamente, conforme a la ley, siguiendo principios regulares de primogenitura y representación.

## Reglas sucesorias
El orden sucesorio está regulado por el artículo 57.1 de la Constitución Española:

«La Corona de España es hereditaria en los sucesores de S. M. Don Juan Carlos I de Borbón, legítimo heredero de la dinastía histórica. La sucesión en el trono seguirá el orden regular de primogenitura y representación, siendo preferida siempre la línea anterior a las posteriores; en la misma línea, el grado más próximo al más remoto; en el mismo grado, el varón a la mujer, y en el mismo sexo, la persona de más edad a la de menos.»
Art. 57.1 de la Constitución española

En primer lugar, el artículo designa a Juan Carlos I de Borbón como el legítimo heredero de la dinastía histórica española, la cual se rige por un conjunto de principios históricos que incluyen las normas sucesorias. El orden regular establecido en la Constitución, de acuerdo con los principios históricos de la monarquía española, sólo permite la sucesión de los hijos considerados legítimos (nacidos por consanguinidad y concebidos dentro del matrimonio, aun si nacen con posterioridad a la separación o divorcio), quedando excluidos por tanto los hijos adoptivos y los concebidos fuera de las relaciones matrimoniales. No obstante, tienen también la consideración de legítimos los hijos concebidos antes del matrimonio que fueran debidamente reconocidos, siempre que no fueran de una relación extramatrimonial y se celebrara el posterior matrimonio entre los progenitores para su legitimación.
A diferencia de lo que se ha podido afirmar con frecuencia, no debe entenderse este precepto como limitativo de la sucesión a la descendencia del rey Juan Carlos; sólo se menciona a los «sucesores», pudiendo ser estos de las ramas colaterales, siguiendo el orden establecido.
El primero en la línea de sucesión será el primer hijo varón si lo hubiere, o en ausencia de hijos varones lo será la primera hija. Al primogénito o primogénita lo seguirán, de acuerdo al derecho de representación español, sus descendientes, con preferencia del varón sobre la mujer y del de mayor edad sobre el menor, aplicando igualmente el derecho de representación por el que los descendientes (hijos, nietos, etc.) de los primogénitos o de los anteriores en el orden de sucesión, tienen preferencia sobre el resto de sucesores (hermanos, tíos, etc.).
A los descendientes del primogénito le seguirán el resto de hijos o hijas del rey, con preferencia de los varones sobre las mujeres y de los mayores sobre los menores, respetando igualmente el derecho de representación de sus descendientes con preferencia sobre el resto de los descendientes del rey (los descendientes del hijo de mayor edad, tendrán preferencia sobre el resto de hijos y sus descendientes).
En caso de ausencia de descendientes del rey, serán herederos los hermanos y hermanas del rey y los demás parientes según el grado de proximidad, siempre en orden de edad y con preferencia de los varones sobre las mujeres entre las personas con igual grado de parentesco, respetando igualmente los derechos de representación de los descendientes de cada sucesor en el orden de preferencia.

### Provisión por las Cortes Generales
La Constitución, en el artículo 57.3, prevé que «extinguidas todas las líneas llamadas en derecho, las Cortes Generales proveerán a la sucesión en la Corona en la forma que más convenga a los intereses de España».

## Alteraciones en el orden sucesorio
El orden de sucesión al trono puede alterarse por diversos motivos.

### Preferencia del varón sobre la mujer
De acuerdo con la Constitución española, en el mismo grado de parentesco el varón tiene preferencia sobre la mujer con independencia de la edad, por lo que en el caso de las mujeres, el nacimiento de un hermano les relega en el orden de sucesión por detrás de su nuevo hermano. Dicha prevalencia se mantuvo debido a que tanto don Juan Carlos, como su padre don Juan de Borbón, habían tenido hermanas mayores, y por tanto la modificación de este artículo podía representar un problema para la legitimación de don Juan Carlos como heredero de la dinastía histórica.

### Nacimiento de nuevos descendientes
De acuerdo al orden de representación recogido en el artículo 57.1 de la Constitución, los descendientes de los más próximos en el orden de sucesión, tienen preferencia sobre el resto de sucesores en el mismo grado, por lo que con cada nuevo nacimiento de un descendiente se altera el orden de sucesión de los siguientes al progenitor.

### Pérdida de derechos sucesorios
Una persona con derecho a suceder en la Corona puede perderlo por contraer matrimonio contra la expresa prohibición del rey y de las Cortes Generales:

«Aquellas personas que teniendo derecho a la sucesión en el trono contrajeren matrimonio contra la expresa prohibición del Rey y de las Cortes Generales, quedarán excluidas en la sucesión a la Corona por sí y sus descendientes.»
Art. 57.4 de la Constitución española

La prohibición del matrimonio debe ser expresa, es decir, manifestada de forma fehaciente, y conjunta, esto es, tanto proveniente del rey como de las Cortes Generales; ni el rey ni las Cortes Generales pueden por sí solos prohibir un matrimonio real de forma que se produzca la exclusión de la línea de sucesión.
Este artículo afecta igualmente al príncipe heredero, por cuanto restringe todos los derechos sucesorios incluyendo a todas las personas con derecho a la sucesión en el trono.

### Abdicaciones y renuncias
De acuerdo al artículo 57.5 de la constitución, «Las abdicaciones y renuncias y cualquier duda de hecho o de derecho que ocurra en el orden de sucesión a la Corona se resolverán por una ley orgánica». Sin embargo, actualmente no existe ninguna ley orgánica que regule estos supuestos de manera genérica, habiéndose optado por la aprobación de una ley orgánica ad hoc para la abdicación de Juan Carlos I, único precedente ocurrido hasta ahora en el periodo constitucional actual.
La abdicación no supone una alteración en el orden o los derechos sucesorios, sino que supone una renuncia del actual titular de la Corona, que pasará a ser ocupada de acuerdo al orden de sucesión establecido. La diferencia entre abdicación y renuncia radica en que la abdicación supone dejar el cargo de rey, mientras que la renuncia supone renegar de la sucesión a la Corona antes de acceder a la misma.
Cualquier heredero en el orden de sucesión a la Corona puede renunciar a serlo, alterando en este caso dicho orden.
A lo largo de la historia, han existido varias abdicaciones de monarcas en España:
- Carlos I abdicó en 1555 en favor de Felipe II.
- Felipe V lo hizo en 1724, dejando el trono a su hijo Luis I, que murió ese mismo año, volviendo Felipe de nuevo al trono.
- Carlos IV en favor de Fernando VII en 1808.
- Fernando VII en favor de José I en 1808, que devolvió la Corona a Fernando tras el final de la Guerra de la Independencia Española.
- Isabel II abdicó el 25 de junio de 1870 desde el exilio en favor de Alfonso XII, que sin embargo no accedería al trono hasta el 29 de diciembre de 1874 con la restauración de la monarquía.
- Amadeo de Saboya, en 1873, proclamándose entonces la I República.
- Alfonso XIII, no abdicó porque desde 1931 ya no reinaba, cuando renunció a la Corona tras la proclamación de la II República.
- Juan de Borbón, no como rey, sino como sucesor del rey Alfonso XIII, renunció a sus derechos el 14 de mayo de 1977 en favor de su hijo Juan Carlos I.[14]
- Juan Carlos I abdicó en 2014 en favor de Felipe VI.

Asimismo, renunciaron a sus derechos al trono, para sí y sus descendientes, las siguientes personas:
- Pilar de Borbón y Borbón, infanta de España, al contraer matrimonio en 1967.[15]
- Margarita de Borbón y Borbón, infanta de España, al contraer matrimonio en 1972.[16]

## Orden de sucesión actual
- Rey Juan Carlos I (n. 1938)
  -  Rey Felipe VI (n. 1968)
    - (1) Leonor de Borbón y Ortiz, princesa de Asturias (n. 2005)
    - (2) Sofía de Borbón y Ortiz, infanta de España (n. 2007)

  - (3) Elena de Borbón y Grecia, infanta de España y duquesa de Lugo (n. 1963)
    - (4) Felipe Juan Froilán de Marichalar y Borbón, grande de España (n. 1998)
    - (5) Victoria Federica de Marichalar y Borbón, grande de España (n. 2000)

  - (6) Cristina de Borbón y Grecia, infanta de España (n. 1965)
    - (7) Juan Valentín Urdangarin y Borbón, grande de España (n. 1999)
    - (8) Pablo Nicolás Sebastián Urdangarin y Borbón, grande de España (n. 2000)
    - (9) Miguel Urdangarin y Borbón, grande de España (n. 2002)
    - (10) Irene Urdangarin y Borbón, grande de España (n. 2005)

Tras los descendientes del rey Juan Carlos, seguirían el orden sucesorio los del infante Carlos de Borbón-Dos Sicilias (fallecido en 2015):
- Carlos de Borbón-Dos Sicilias y Borbón-Parma, infante de España, príncipe de las Dos-Sicilias y duque de Calabria († 1938-2015)
  - (11) Pedro de Borbón-Dos Sicilias y Orleans, grande de España, príncipe de las Dos-Sicilias y duque de Calabria (n. 1968)
    - (12) Jaime de Borbón-Dos Sicilias y Landaluce, príncipe de las Dos-Sicilias y duque de Noto (n. 1992)
      - (13) Francesca Sofía de Borbón-Dos Sicilias y Lindesay-Bethune, princesa de las Dos-Sicilias (n. 2023)

    - (14) Juan de Borbón-Dos Sicilias y Landaluce, príncipe de las Dos-Sicilias (n. 2003)
    - (15) Pablo de Borbón-Dos Sicilias y Landaluce, príncipe de las Dos-Sicilias (n. 2004)
    - (16) Pedro de Borbón-Dos Sicilias y Landaluce, príncipe de las Dos-Sicilias (n. 2007)
    - (17) Sofía de Borbón-Dos Sicilias y Landaluce, princesa de las Dos-Sicilias (n. 2008)
    - (18) Blanca de Borbón-Dos Sicilias y Landaluce, princesa de las Dos-Sicilias (n. 2011)
    - (19) María de Borbón-Dos Sicilias y Landaluce, princesa de las Dos-Sicilias (n. 2015)

  - (20) Cristina de Borbón-Dos Sicilias y Orleans, grande de España y princesa de las Dos-Sicilias (n. 1966)
    - (21) Pedro López-Quesada y Borbón-Dos Sicilias (n. 2003)
    - (22) Victoria López-Quesada y Borbón-Dos Sicilias (n. 1997)

  - (23) María de Borbón-Dos Sicilias y Orleans, grande de España y princesa de las Dos-Sicilias (n. 1967)
    - (24) Juan Rodolfo de Habsburgo-Lorena y Borbón-Dos Sicilias, archiduque de Austria (n. 1997)
    - (25) Luis de Habsburgo-Lorena y Borbón-Dos Sicilias, archiduque de Austria (n. 1998)
    - (26) Felipe de Habsburgo-Lorena y Borbón-Dos Sicilias, archiduque de Austria (n. 2007)
    - (27) Isabel de Habsburgo-Lorena y Borbón-Dos Sicilias, archiduquesa de Austria (n. 2000)
    - (28) Carlota de Habsburgo-Lorena y Borbón-Dos Sicilias, archiduquesa de Austria (n. 2003)

  - (29) Inés María de Borbón-Dos Sicilias y Orleans, grande de España y princesa de las Dos-Sicilias (n. 1971)
    - (30) Arturo Carrelli Palombi dei Marchesi di Raiano y Borbón-Dos Sicilias (n. 2014)
    - (31) Teresa Carrelli Palombi dei Marchesi di Raiano y Borbón-Dos Sicilias (n. 2003)
    - (32) Blanca Carrelli Palombi dei Marchesi di Raiano y Borbón-Dos Sicilias (n. 2005)

  - (33) Victoria de Borbón-Dos Sicilias y Orleans, grande de España y princesa de las Dos-Sicilias (n. 1976)
    - (34) Anastasios Nomikos y Borbón-Dos Sicilias (n. 2005)
    - (35) Carlos Nomikos y Borbón Dos-Sicilias (2008)
    - (36) Simeón Nomikos y Borbón Dos-Sicilias (n. 2012)
    - (37) Ana Nomikos y Borbón Dos-Sicilias (n. 2006)

Tras los descendientes del infante Carlos de Borbón-Dos Sicilias, seguirían el orden sucesorio los de Amadeo II de Saboya-Aosta, bisnieto de Fernando VII.